# Syzygium synaptoneurum
Syzygium synaptoneurum là một loài thực vật có hoa trong Họ Đào kim nương. Loài này được (K.Schum. & Lauterb.) Merr. & L.M.Perry miêu tả khoa học đầu tiên năm 1942.